# Лагутич, Семён Викторович
Лагутич (Лагутичев), Семён Викторович (11 мая 1911 — 17 сентября 1999). Историк, краевед, исследователь, педагог, музейный работник. Автор многочисленных публикаций по истории Льговского края.
Организовал Льговскую пионерскую организацию (1932). Руководитель детской технической станции (1933—1936), Льговского Дома пионеров (1936—1973). Создал государственный литературно-мемориальный музей им. А. П. Гайдара в г.Льгове, на родине писателя (1965), работал первым директором музея. Участвовал в создании литературно-мемориального музея им. Н. Н. Асеева в г. Льгове (1988). Организовал Льговский краеведческий музей, работал его первым директором (1990).
Участник Великой Отечественной войны. Награждён орденом Отечественной войны I ст., медалями «За боевые заслуги», «За оборону Москвы», «За победу над Германией», «За доблестный труд», «Ветеран труда», почетным знаком ЦК ВЛКСМ «За активную работу с пионерами».
Почетный гражданин г. Льгова (посмертно).

## Биография
Родился в г.Льгове Курской губернии в 1911 году в семье служащих. Окончил школу-семилетку (1927). Работал в книжном магазине, помощником фотографа, литературным сотрудником областной газеты «Юный коммунар» (затем «Молодая гвардия») и районной «Ленинский путь», начальником Льговской электростанции.

Распоряжением Председателя ЦИК М. И. Калининым демобилизирован из РККА через восемь месяцев службы (1934), по письменной просьбе пионеров города.
«…Сменилось пять заведующих пионерским клубом, и ни один ничего хорошего для нас не сделал… как только Сеня ушел служить в ряды РККА, все пошло вверх дном»
Член ВКП(б) с октября 1938 г.
25.06.1941 призван на фронт, стрелок 55-й стрелковой бригады 13-й Армии Западного фронта. 20.12.1941 в наступательном бою тяжело ранен осколком снаряда в левое бедро с повреждением кости и одновременно контужен, получил инвалидность III группы. Осколок на всю жизнь остался в ноге. Демобилизован в 1943. Военные дневники позднее опубликованы сыном.
Дальнейшую жизнь посвятил воспитанию детей и молодежи, краеведению, сбору материалов об известных людях своего края.
В послевоенные годы играл в любительском театре, организованном в здании бывшего кинотеатра. Стал вожатым первого пионерского отряда в г. Льгове, затем организатором пионерского и комсомольского движения. Много лет руководил Льговской детской технической станцией, Домом пионеров..
С. В. Лагутич всю жизнь занимался исследованием жизни писателя и сбором материалов о нём. Установил и доказал факт рождения А. П. Гайдара в г. Льгове, разыскал дом его родителей (до того считалось, что писатель родился в г. Арзамасе). Благодаря этому с 1960 года дом, в котором родился писатель, находится под государственной охраной, с 1971 года — памятник истории республиканского значения, в настоящее время — объект культурного наследия федерального значения. В этом здании С. В. Лагутичем создан литературно-мемориальный музей им. А. П. Гайдара (1964), поначалу народный, с 2014 года — филиал Курского областного краеведческого музея. Собранные материалы, документы и вещи были переданы в фонд музея, входят в экспозицию. Работал первым директором музея.
Инициатор движения «льговских тимуровцев» (по аналогии с «Тимуром и его командой») . По его инициативе Министерством морского флота РСФСР одному из крупнотоннажных судов было присвоено наименование «Аркадий Гайдар», Министерством связи РСФСР выпущены почтовые марки, посвященные писателю. Благодаря одной из инициированных С. В. Лагутичем акций «тимуровцев» по сбору металлолома было изготовлено два трамвайных вагона, которые получили имя «Аркадий Гайдар» и были торжественно переданы жителям г. Курска (1976).
Исследовал жизнь и творчество Н. Н. Асеева. Возил группу детей Льговского Дома пионеров на встречу с поэтом в г. Москву. Воспрепятствовал сносу дома, в котором родился поэт и в котором в 1988 году при участии С. В. Лагутича был создан литературно-мемориальный музей им. Н. Н. Асеева. Передал в музей свою переписку с поэтом и его вдовой Ксенией Михайловной. Благодаря переписке вдова поэта передала личные вещи умершего супруга в музей.
Организовал Льговский краеведческий музей (1990), с 2014 года — филиал Курского областного краеведческого музея, работал его первым директором.
Собирал личные фонды известных земляков — Б. Я.Букреева, Ф. Н. Надененко, В. И. Гранди, А. Ф. Третьякова, Н. Д. Бартрама, В. И. Захарова, Г. В. Артоболевского и др.
Исследовал влияние на историю и культуру города князя А. И. Барятинского, историю строительства Башни Шамиля.
Личный фонд составил более 200 документов, которые были переданы С. В. Лагутичем в созданные им либо при его участии музеи. Автор многочисленных документальных публикаций о тимуровском движении во Льговском районе, об истории родного края, о жизни и деятельности знаменитых земляков. Материалы исследований были положены в основу книг его сына М. С. Лагутича «Провинциальная хроника. Льгов в истории Курского края», «Льговские истории» (является пособием по краеведению для учителей районных и городских школ г. Льгова); были использованы Г. М. Лаппо при составлении Большой Российской энциклопедии «Города России».
По мнению участников круглого стола, посвященного 95-летию с рождения С. В. Лагутича, благодаря его усилиям один из боевых катеров Военно-Морского флота СССР был назван «Льговский пионер», в 2009 году продолжали действовать детская организация «Орлята Курской земли» и Дом детского творчества. Также известно, что в 1960-х годах льговские пионеры победили во Всесоюзном конкурсе по сбору металлолома, и на вырученные средства был построен морской транспорт, по инициативе С. В. Лагутича получивший наименование «Льгов».
К 100-летию со дня рождения С.В.Лагутича был проведен ряд торжественных мероприятий, в музее им.А.П.Гайдара и Льговском краеведческом музее организовывались тематические выставки. Помимо переписки С.В.Лагутича с Министерством культуры СССР, Московской старообрядческой метрополией, известными людьми, в архивах музеев хранится около 60 авторских рукописей С.В.Лагутича об истории Льговского края.
Награждён орденом Отечественной войны I ст., медалями «За боевые заслуги», «За оборону Москвы», «За победу над Германией», «За доблестный труд», «Ветеран труда», почетным знаком ЦК ВЛКСМ «За активную работу с пионерами».
Решением Льговского городского Совета депутатов № 38 от 26 апреля 2013 года С. В. Лагутичу присвоено звание почетного гражданина г. Льгова (посмертно).
Упомянут в Календаре знаменательных и памятных дат Курской области на 2011 год (100 лет со дня рождения), на 2016 год (105 лет со дня рождения).
Директор Льговской музыкальной школы, поэт Александр Селезнёв посвятил С. В. Лагутичу стихотворение:
«Это историки скажут получше -
Не представляю Льгов без Лагутича.
Игорь и Ольга. Сейм и Славутич…
И наплывает имя Лагутич.
Княжич ли, книжич?
Льгович ли, русич?
Я называю просто -
Лагутич».
Дважды женат. Во втором браке с Лагутич (Иосифовой) Лидией Ивановной родилось двое детей, Лагутич Михаил Семёнович (1948) и Бабаскина (Лагутич) Лариса Семёновна (1953).
Умер 17 сентября 1999 в возрасте 88 лет.